# Thomas Gaudin
 (octobre 2019).
Si vous disposez d'ouvrages ou d'articles de référence ou si vous connaissez des sites web de qualité traitant du thème abordé ici, merci de compléter l'article en donnant les références utiles à sa vérifiabilité et en les liant à la section « Notes et références ».
Pour les articles homonymes, voir Gaudin.
Thomas Gaudin est un auteur, réalisateur, metteur en scène et comédien français né le 26 juin 1973 à Fontenay-sous-Bois (Val-de-Marne). Il a notamment été nommé aux Oscars en 2003 pour J'attendrai le suivant (en), film qu'il a coécrit avec Philippe Orreindy. Il est également le metteur en scène de l’humoriste Fabrice Éboué.

## Biographie

### Enfance et famille
Thomas Gaudin est le petit-fils de la chanteuse-accordéoniste et comédienne Line Viala. Il est élevé par sa mère et son beau père. Son père meurt prématurément à l’âge de 42 ans. Thomas Gaudin a trois demi-frères et une demi-sœur.
Au collège, Thomas Gaudin a une scolarité agitée, il est surtout perçu comme boute-en-train. Plus tard, il enchaîne les petits boulots : porteur de valises dans un hôtel quatre étoiles, programmateur d'une émission de blues sur Radio Béton, à Tours, vendeur ou « promeneur de cabots ». À 22 ans, c'est la révélation, il décide de devenir comédien. D'après Libération, « il a arrêté le lycée en troisième, s'est inscrit à plusieurs stages de théâtre dont il a surtout retenu qu'on le comparait à Jean-Pierre Marielle. »
Il a un enfant, Ariel, né en 1992.

### Des sketchs dans le métro
Tout en enchaînant les jobs alimentaires et les petits rôles, Thomas Gaudin joue quotidiennement des sketches sous forme de happenings dans le métro.
Entre 1996 et 2001 il crée la compagnie des Tracas quotidiens. Il y joue, entre autres sketches, Le Mendiant de l'amour dans les wagons de la RATP : « Mesdames, mesdemoiselles, messieurs, excusez-moi de vous déranger [...] Y aurait-il parmi vous une femme, de 18 à 55 ans, qui ait envie de construire un foyer ? Si, oui, elle peut descendre discrètement à la station suivante. » On le voit d'ailleurs à l'œuvre avec Pascal Casanova dans l'émission Paris Dernière, animée par Frédéric Taddei.
C'est ainsi qu'il rencontre Philippe Orreindy qui décide de faire de ce sketch un court métrage drôle et poignant, J'attendrai le suivant,, une œuvre primées plusieurs fois en France et à l'international.

### Du théâtre au stand-up
Alors que Thomas Gaudin attend que les directeurs de casting lui répondent, il obtient, en 1998, quatre petits rôles dans le Cyrano de Bergerac de Jérôme Savary.
L'une des plus importantes rencontres a lieu trois ans plus tard : à l'occasion d'un stage de GO du Club Med, il rencontre Olivier Devals, un humoriste avec qui il formera le duo « Devals et Gaudin ». Avec ce duo, ils remporteront plusieurs festivals majeurs et seront sacrés révélation 2004 au festival international d’humour Juste pour rire de Montréal auquel il participeront deux fois. Ils seront également sélectionné au festival Grand Rire de Québec.
Le duo jouera son spectacle au Point-Virgule à Paris et dans de nombreux festivals. En parallèle, ils intégreront avec Pascal Casanova (le complice de Thomas dans le métro) l’émission de Canal+ Le Vrai Journal de Karl Zéro, dans laquelle ils auront une séquence hebdomadaire de caméra cachée durant trois saisons. Plus tard, ils seront recrutés par Laurent Ruquier pour réaliser des caméras cachées dans l’émission quotidienne On n'a pas tout dit sur France 2. L'aventure durera six mois. Ils collaboreront également avec Jean-Luc Lemoine en tant que comédiens et auteurs pour son émission L'habit ne fait pas Lemoine sur France 2.
Parallèlement Thomas Gaudin réalisera des publicités pour de nombreuses marques (Mercedes, Ouigo, Axa). Il dirigera notamment Franck Ribéry, Karim Benzema et les joueurs de l’équipe de France de football pour une publicité du Crédit agricole.
Il collabore avec Fabrice Éboué à l’écriture sur toutes les émissions de Marc-Olivier Fogiel sur M6, puis sur les magnétos Fabrice Eboué se rachète sur France 4.
Il écrit pour l’émission On n'demande qu'à en rire de Laurent Ruquier des sketchs notamment pour l’humoriste Waly Dia et Babass.
Il écrit avec Kamel le Magicien un 52 min pour Canal+, Kamel piège Canal, produit par CALT et diffusé pour les trente ans de Canal+.
En 2018- 2019, il co-écrit et met en scène le dernier spectacle Fabrice Eboué Plus rien à perdre pour lequel il sera nommé parmi les Molière de l'humour.
En 2020, sera diffusé sur C8 Un week-end tranquille, une pièce co-écrite par Alil Vardar et Thomas Gaudin et jouée au théâtre de la Comédie de Paris.

## Théâtre

### Comédien
- 2011 : Duo d'humoriste Devals et Gaudin, Théâtre du Point-Virgule et en tournée[9]
- Cyrano de Bergerac de Jérôme Savary, Théâtre national de Chaillot[10]

### Metteur en scène
- 2020 : Kamel bluffe les stars (diffusé en 2020 sur C8)
- 2018 : one-man show de Fabrice Éboué Plus rien à perdre[11], Théâtre de la Renaissance et tournée. Le spectacle est nommé par la Nuit des Molières, dans la catégorie "Humour"[12].
- 2016 : one-man show d'Alil Vardar Théâtre de la Grande Comédie
- 2016-2015 : Entre adultes consentants, Théâtre des Feux de la Rampe et en tournée
- 2012 : one-man show de Tano, Avignon 2012 et en tournée

## Filmographie

### Comédien et réalisateur

#### Courts métrages
- Vidéo Paradiso de Jean-Marc Froissart
- J’attendrai le suivant[13] de Philippe Orreindy et Thomas Gaudin
- Jean-Claude et Djamila[14]

### Télévision

#### Séries télévisées
- La Petite Histoire de France
- La Pire Semaine de ma vie
- Inside Jamel Comedy Club
- Franck Keller
- Avocats et Associés
- Nestor Burma

## Émissions
- 2015 : Magic Hall (TF1)
- 2014 : Kamel fête Canal par Kamel le Magicien
- 2011-2012 : On n'demande qu'à en rire
- 2010 : Mathieu Madénian, chroniques pour Europe 1
- 2010 : Fabrice Eboué se rachète
- 2009 : L'habit ne fait pas Lemoine
- 2008 : Devals et Gaudin, auteurs et comédiens de caméras cachées On n'a pas tout dit, présenté par Laurent Ruquier
- 2007 : brèves sur l'actu dans l'émission Comment ça vannes (Rire et Chansons)
- 2007 : Fabrice Éboué T'empêches tout le monde de dormir
- 2007 : Patrick Thibault (Monsieur Gorgux) pour l'émission L'Arène de France, présenté par Stéphane Bern
- 2004-2006 : La France sans dessus-dessous, minisérie de caméras cachées sur l’actualité, Le Vrai Journal de Karl Zéro

## Publicité

### Réalisateur
- 2016 : Betclic.fr
- 2015 : Campagne contre le racisme de France Télévisions « Osons la fraternité ». Spots produits par Électron Libre Productions
- 2014 : Fête des mères Ouigo SNCF - Agence TBWA. Produit par ELCE-TBWA
- 2014 : Footogram - Crédit agricole, avec l'équipe de France. Agence BETC. Produit par Fighting Fish[15]
- 2013 : Smile Guy pour Kraft Food, agence Buzzman
- 2012 : réalisation de pubs Mercedes Classe C, agence CLM/BBDO, production Wizz
- 2011 : campagne web Top retraite AXA Assurances, agence Publicis, production Wizzprod
- 2010 : campagne web Chanceroom, agence Buzzman
- 2008 : campagne web Marilyn Manson est chauve, agence Buzzman

### Autres collaborations
- Studio Arthur Sclovsky
- Milk – Buzzman
- MSC (Croisières)
- Juste pour rire international
- Les Coups d'humour TF1
- Plié en 4 France 4
- Jean-Marc Dumont et production
- Publicis net
- Rire et Chansons
- Club Med
- Wizbuzz

## Clips et musique
- 2016 : Clips et chansons Commissariat central sur M6
- 2013 : Les flics de la bac montent le son

## Distinctions
À 31 ans, Thomas Gaudin est nommé aux Oscars pour J'attendrai le suivant, court métrage inspiré du sketch qu'il interprétait dans les rames RATP. Ce court métrage sera primé plus de trente fois à travers le monde (César, European Film Award, etc.) et recevra le Prix du court métrage du Festival international du film de comédie de l'Alpe d'Huez. Il reçoit également un prix du Festival des films du monde de Montréal.
En 2002, il reçoit le prix du meilleur acteur au Festival du film de Cabourg. Lauréat du prix du meilleur acteur romantique au Festival du film romantique de Cabourg, son prix lui sera remis par Marie Trintignant.
En 2004, il reçoit le Prix Révélation du Juste pour rire avec Devals et Gaudin.
En 2005, à l'occasion du Festival national des humoristes de Tournon, il reçoit pour le duo Devals et Gaudin le Prix du Public et le Prix Appellation Saint Joseph / Christian Varini.
Sa parodie Jean-Claude et Djamila est sélectionnée au Festival des Dents de la Poule et au Festival du film d'humour de Meudon dans la sélection « humour amer ».
En 2018, il est nommé par la Nuit des Molières, dans la catégorie Molière de l'humour pour la mise en scène du spectacle « Plus rien à perdre » de Fabrice Éboué.